# Diócesis de Valle de Chalco
La diócesis de Valle de Chalco (en latín: Dioecesis Vallis Chalcensis) es una circunscripción eclesiástica de la Iglesia católica en México. Se trata de una diócesis latina, sufragánea de la arquidiócesis de Tlalnepantla. Desde el 25 de octubre de 2012 su obispo es Víctor René Rodríguez Gómez.

## Territorio y organización
La diócesis tiene 1237 km² y extiende su jurisdicción sobre los fieles católicos de rito latino residentes en el estado de México en los municipios de: Amecameca, Atlautla, Ayapango, Cocotitlán, Chalco, Ecatzingo, Juchitepec, Ozumba, Temamatla, Tenango del Aire, Tepetlixpa, Tlalmanalco, Valle de Chalco, y la ciudad de Cuatro Vientos en el municipio de Ixtapaluca.
La sede de la diócesis se encuentra en la ciudad de Valle de Chalco Solidaridad, en donde se halla la Catedral de San Juan Diego. Se edificó sobre el altar donde fuera la misa multitudinaria del papa Juan Pablo II en su visita pastoral a esta comunidad el 7 de mayo de 1990. Se puede observar a la entrada de la catedral el árbol que fue plantado por el papa durante su visita.
En 2020 en la diócesis existían 57 parroquias agrupadas en 9 decanatos y estos en 3 vicarías episcopales:
- Vicaría episcopal de San Juan Diego (Valle de Chalco), decanatos: San Miguel Arcángel, San Juan Pablo II y Nuestra Señora del Carmen;
- Vicaría episcopal de Santiago Apóstol (Chalco), decanatos: San Martín Obispo, San Juan María Vianey y Cristo Señor del Veneno;
- Nuestra Señora de la Asunción de María (Amecameca, Tlalmanalco, Ayapango, Cocotitlán, Temamatla, Ozumba, Tepetlixpa, Tenango del Aire, Atlautla, Ecatzingo y Juchitepec), decanatos: San Pablo, San Pedro y La Inmaculada Concepción de María.

## Historia
La diócesis fue erigida el 8 de julio de 2003 con la bula Venerabilis Frater del papa Juan Pablo II, obteniendo el territorio de la diócesis de Netzahualcóyotl. Luis Artemio Flores Calzada fue elegido como su primer obispo.
En 2015 se creó el seminario mayor diocesano San Juan Pablo II en Chalco. Además, contiene uno de los templos más antiguos de todo el valle de México que es la parroquia de San Luis obispo de Tolosa en Tlalmanalco. El seminario menor fue erigido en 2016 en Ozumba de Alzate, iniciando con 6 seminaristas. 

## Estadísticas
Según el Anuario Pontificio 2021 la diócesis tenía a fines de 2050 un total de 2 528 300 fieles bautizados.
| Año                                                                             | Población            | Población | Población      | Sacerdotes | Sacerdotes    | Sacerdotes    | Bautizados por sacerdote | Diáconos permanentes | Religiosos | Religiosos | Parroquias |
| Año                                                                             | Bautizados católicos | Total     | % de católicos | Total      | Clero secular | Clero regular | Bautizados por sacerdote | Diáconos permanentes | Varones    | Mujeres    | Parroquias |
| ------------------------------------------------------------------------------- | -------------------- | --------- | -------------- | ---------- | ------------- | ------------- | ------------------------ | -------------------- | ---------- | ---------- | ---------- |
| 2003                                                                            | 2 996 000            | 3 404 400 | 88.0           | 86         | 55            | 31            | 34 837                   |                      | 42         | 195        | 46         |
| 2004                                                                            | 2 996 000            | 3 404 400 | 88.0           | 86         | 55            | 31            | 34 837                   |                      | 42         | 195        | 46         |
| 2010                                                                            | 2 302 000            | 2 613 000 | 88.1           | 81         | 59            | 22            | 28 419                   |                      | 25         | 73         | 56         |
| 2014                                                                            | 2 381 000            | 2 703 000 | 88.1           | 92         | 66            | 26            | 25 880                   |                      | 27         | 213        | 60         |
| 2017                                                                            | 2 455 750            | 2 788 100 | 88.1           | 96         | 71            | 25            | 25 580                   |                      | 26         | 137        | 54         |
| 2020                                                                            | 2 528 300            | 2 870 460 | 88.1           | 94         | 72            | 22            | 26 896                   |                      | 44         | 146        | 57         |
| Fuente: Catholic-Hierarchy, que a su vez toma los datos del Anuario Pontificio. |                      |           |                |            |               |               |                          |                      |            |            |            |

## Episcopologio
- Luis Artemio Flores Calzada (8 de julio de 2003-30 de marzo de 2012 nombrado obispo de Tepic)[3]
- Víctor René Rodríguez Gómez, desde el 25 de octubre de 2012